# Ewa Sonnet
Ewa Sonnet ([ɛva ˈsɔnɛt], sinh ra Beata Kornelia Dąbrowska  ([bɛʔˈata kɔrˈnɛlja dɔ̃ˈbrɔfska]) vào ngày 8 tháng 3 năm 1985)  là một người mẫu theo phong cách quyến rũ và ca sĩ nhạc pop người Ba Lan. Sonnet là người mẫu nổi tiếng nhất trên trang web Busty Ba Lan.

## Sự nghiệp của cô trong ngành giải trí
Ewa Sonnet được sinh ra ở Rybnik, miền nam Ba Lan. Sau khi học xong cấp ba, Sonnet được một người làm việc cho ngành giải trí tìm đến, khiến cô đồng ý trở thành một người mẫu ảnh. Cuối năm 2003, cô bắt đầu làm người mẫu cho trang web nổi tiếng của Ba Lan, busty.pl. Sonnet chụp những ảnh theo phong cách quyến rũ, sử dụng cho hình ảnh và video trên trang web.
Vào tháng 11 năm 2005, Sonnet đã có cơ hội chụp ảnh cho tạp chí CKM của Ba Lan. Đó là bức ảnh trang bìa tạp chí đầu tiên của cô. Trong cuộc phỏng vấn với CKM, Sonnet nói rằng bộ ngực của cô hoàn toàn tự nhiên. Cô bắt đầu sự nghiệp âm nhạc vào ngày 11 tháng 12 năm 2005, Sonnet xuất hiện trên truyền hình lần đầu tiên trên The Kuba Wojewódzki Show trên kênh Arlingtonat ở Ba Lan để quảng bá cho album mới Nielegalna ("Illegal").
Vào tháng 1 năm 2006, Sonnet bắt đầu thực hiện các buổi biểu diễn âm nhạc trên khắp Ba Lan. Bài hát Nielegalna được phát hành vào tháng 10 năm 2006.
Vào tháng 9 năm 2007, Sonnet tham gia chương trình truyền hình Ba Lan Gwiazdy Tańczą na Lodzie cùng với vận động viên trượt băng Lukasz Jóźwiak. Cô chụp một bộ ảnh nữa cho các ấn bản của CKM phát hành tháng 11 năm 2006 và 2007. Cô là chủ đề của nhiều cuộc tranh cãi liên quan đến việc sử dụng trái phép hình ảnh của cô trong văn hóa đại chúng.

## Danh sách đĩa hát
- 2006 Nielegalna (Illegal)

### Đĩa hát
- 2005"...I R'n'B"
- 2006"Nie zatrzymasz mnie"(You Won't Stop Me)
- 2007"Cry Cry"
- 2008"California"